# Lennart Ranler
Nils Robert Lennart A-son Ranler, född 2 januari 1913 i  Sundbybergs församling, Stockholms län, död 8 februari 1995 i Arbrå församling, Gävleborgs län, var en svensk målare. 
Ranler var huvudsakligen autodidakt som konstnär. Hans konst består av stilleben, porträtt och landskapsmålningar från Säter och Stockholms utkanter.